# Осада Познани (1704)
Осада Познани (нем. Belagerung von Posen) — безуспешная осада польской крепости Познань саксонскими и русскими войсками в 1704 году во время Северной войны.
Город Познань был завоеван шведами в 1703 году. Шведы оставили в городе гарнизон из нескольких сотен человек. В начале 1704 года в Познани стояли крупные части шведской армии, которая затем провела поход против саксонских и русских войск в Польше. Летом шведский генерал Майерфельд с 400 пехотинцами, двумя орудиями и кавалерией расположился лагерем у ворот Познани и разбил войска саксонского генерала фон Шуленберга, который хотел напасть на шведов у ворот и двинуться в город. Саксонцы потеряли около 600 человек убитыми и ранеными, шведы — около 300 человек.
После того, как саксонцы, воспользовавшись уходом к Львову основной шведской армии, успешно вторглись в Варшаву и Август Сильный подтвердил свои претензии на трон, они повернули обратно к Познани, чтобы захватить этот укрепленный город. Осаждающую армию саксонцев возглавил генерал Брандт, а русским корпусом командовал Иоганн Рейнгольд фон Паткуль. Познань защищал шведский гарнизон под командованием генерала Мардерфельдта. В начале осады в городе было 6000 шведов. Некоторые жители Познани были вооружены и должны были защищать город в случае штурма.

## Осада
Иоганн Паткуль потребовал капитуляции города. Посланник вернулся без ответа, так как шведский комендант не видел в нём партнера по переговорам.
Артиллерия саксонцев и русских была размещена на холмах недалеко от города и начала вести постоянный огонь. Русские сосредоточили свои бомбардировки на замке и Вроцлавских воротах. Им удалось сделать первый пролом в городской стене, который ночью шведы заделали землёй и камнями, так что пехота не смогла атаковать.
25 октября русским удалось прорваться ко второй городской стене. 31 октября пролом достиг уже 80 шагов в ширину, и вторая стена рухнула. Шведы выставили несколько орудий у стены и картечными выстрелами отразили штурм.
Осаждающие стали использовать зажигательные снаряды и подожгли город, который тушили сами жители.
После трех недель осады в городе стало заканчиваться продовольствие. Комендант приказал убить 300 лошадей.
Известие о приближении шведского короля из Львова и отступлении Августа Сильного из Варшавы зародило надежду у осаждённых. Ночью 2 октября начался упорядоченный отвод союзных войск. Утром шведы вышил из города и начали преследование.
За время трехнедельной осады союзная артиллерия выпустила по городу 9715 снарядов.